# Mýrdalssandur

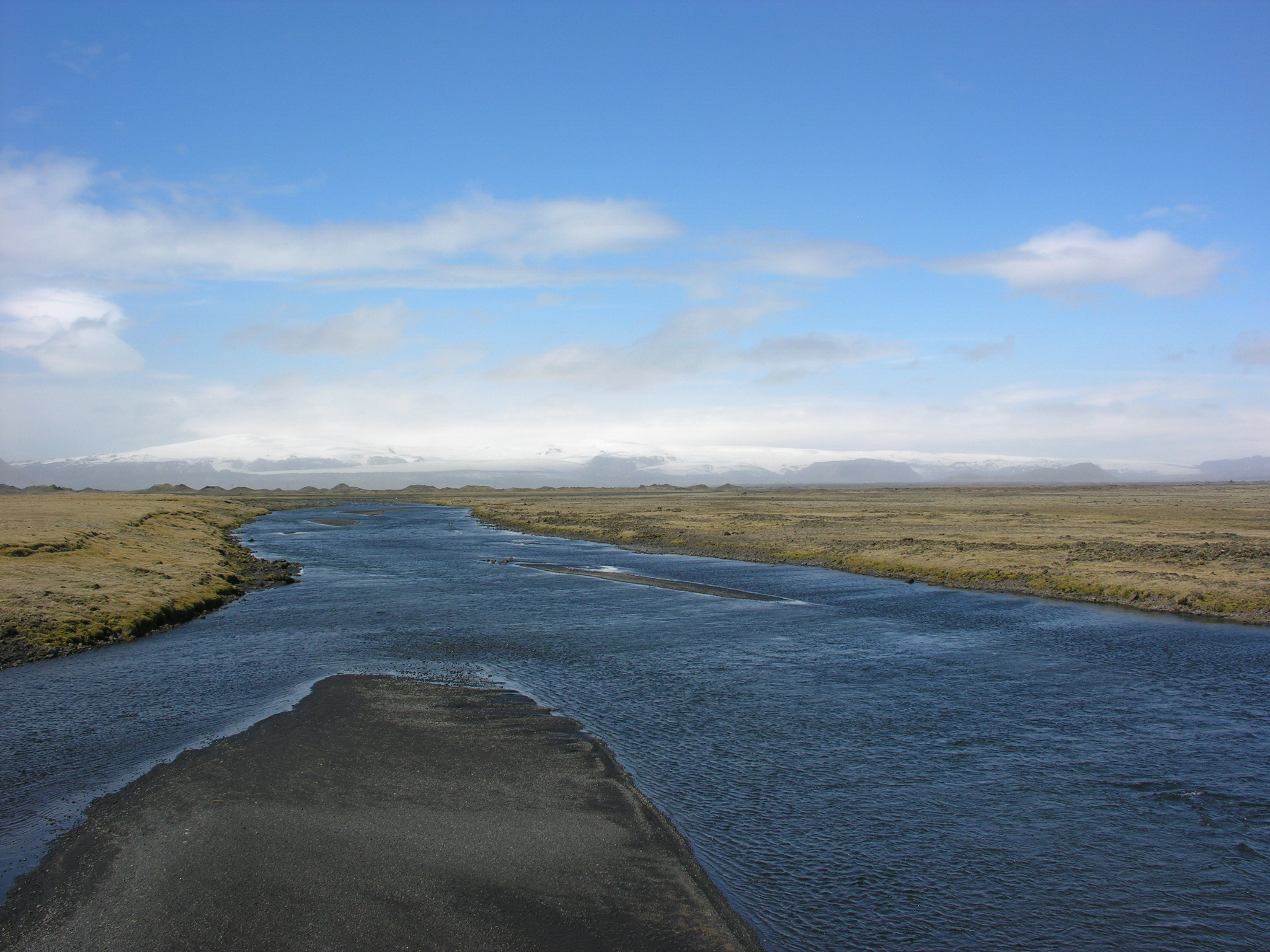
Am Kúðafljót, Blick auf den Mýrdalsjökull

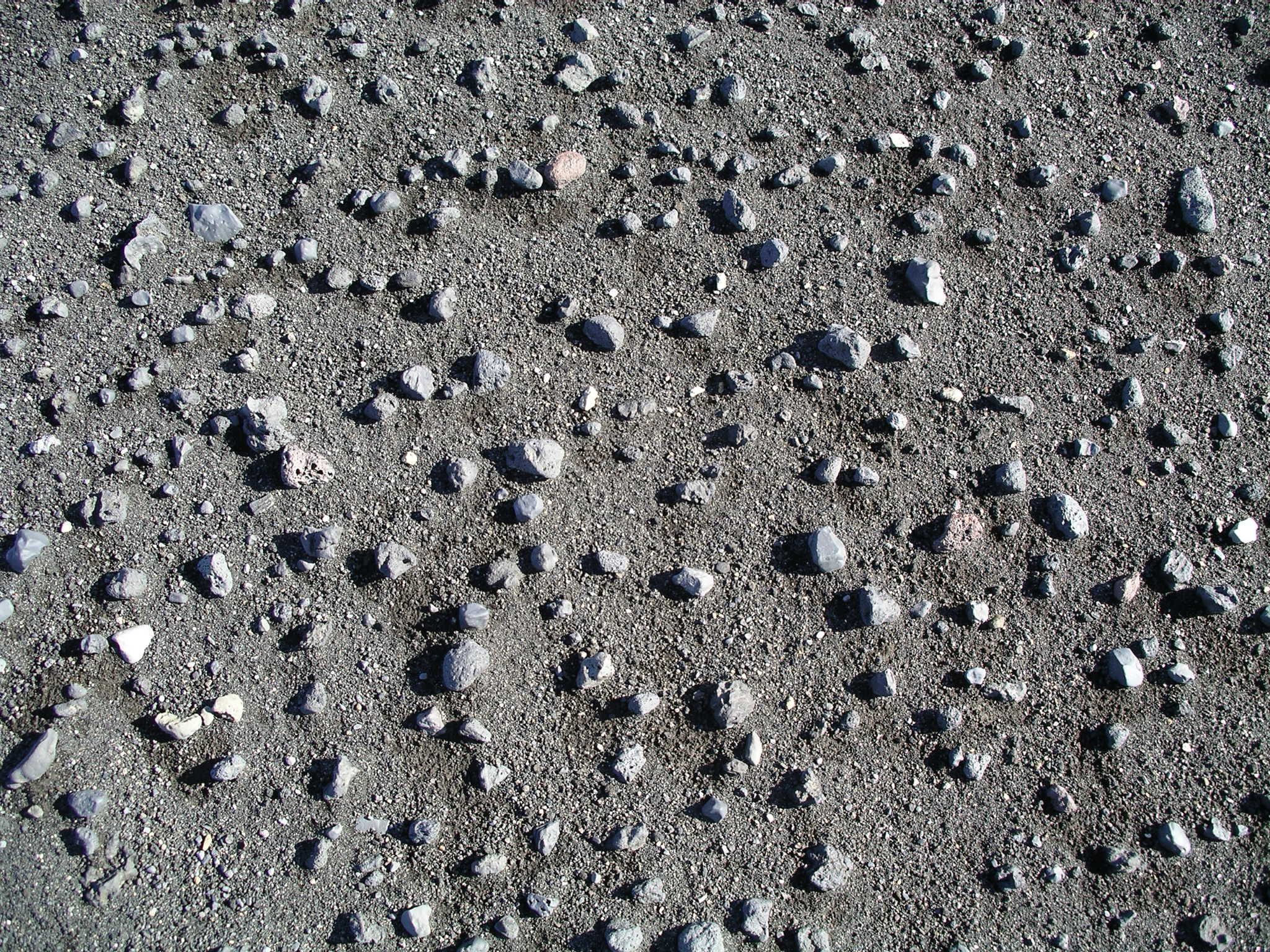
Mýrdalssandur: Durch Abwehung des Feinmaterials wird gröberes Gesteinsmaterial freigelegt (Deflation)

Der Mýrdalssandur ist eine Sanderfläche an der Südküste Islands.

## Lage und Beschreibung
Der Sander liegt zwischen den Flüssen Kúðafljót im Osten und Múlakvísl im Westen.
Beide Flüsse führen Wasser aus dem Gletscher Mýrdalsjökull zum Meer.
Der Mýrdalssandur bildet eine 35 km lange Küstenlinie. Dazu gehört auch das Kap Kötlutangi, der südlichste Punkt der Insel Island (63°23'N, 018°45'W).
Die Ringstraße quert auf 25 km diese ebene Fläche.

## Entstehung
Die Sandfläche wurde durch die zahlreichen Gletscherläufe des Mýrdalsjökull aufgebaut. Der letzte große Gletscherlauf geschah infolge einer explosiven Eruption des unter dem Gletscher gelegenen Vulkans Katla im Jahre 1918 und man vermutet, dass die Wassermenge am Höhepunkt des Gletscherlaufs bei ca. 200.000 – 300.000 m³/s lag.

## Besiedelungsgeschichte
Südlich der Straße erhebt sich Hjörleifshöfði auf eine Höhe von 231 m. Der Berg ist nach Hjörleifur Hródmarsson benannt. Dieser war mit Ingólfur Arnarson als erster Siedler nach Island gekommen.
Im Mittelalter befand sich an der heutigen Mündung des Múlakvísl ein Kerlingarfjörðer genannter Meeresarm. Wahrscheinlich handelte es sich nicht um einen Fjord, sondern eher eine Erweiterung einer Flussmündung. Der Name (isl. kerling = dt. alte Frau) entstand lt. Landnahmebuch, nachdem eine alte Frau von einem der Siedlerschiffe über Bord gefallen war und auf dessen Wasser dahintrieb. Um das Jahr 1000 scheinen sich schon viele Höfe auf dem Mýrdalssandur befunden zu haben. Quellen erwähnen immerhin 4 Pfarrgemeinden in Álftaver. Diese Höfe wurden aber in den nächsten Jahrhunderten bis zum 15. Jahrhundert meist wieder aufgegeben als Folge von Vulkanausbrüchen der Katla, anschließenden Gletscherläufen und Ascheregen. Zu Beginn des 21. Jahrhunderts bestehen noch einige Höfe weiter in Álftaver.

## Kloster Þykkvabær
Im Jahre 1168 wurde ein Mönchskloster der Augustiner im damaligen Þykkvabær í Veri auf dem Mýrdalssandur gegründet. Der Name wurde anschließend verändert in Þykkvabæjarklaustur und als erster Abt wirkte dort der Hl. Þorlákur.  Er wurde später Bischof in Skálholt und auch einige seiner Nachfolger wurden entweder Bischöfe dort oder in Hólar.
1550 übernahm der König von Dänemark mit der Reformation das Kloster mit allen seinen Besitztümern und es wurde aufgelöst. Es bestand aber lange noch als reicher Bauernhof weiter, bis es schließlich 1945 verlassen wurde.